# الوصول الحر للوسائط المتعددة المتنقلة

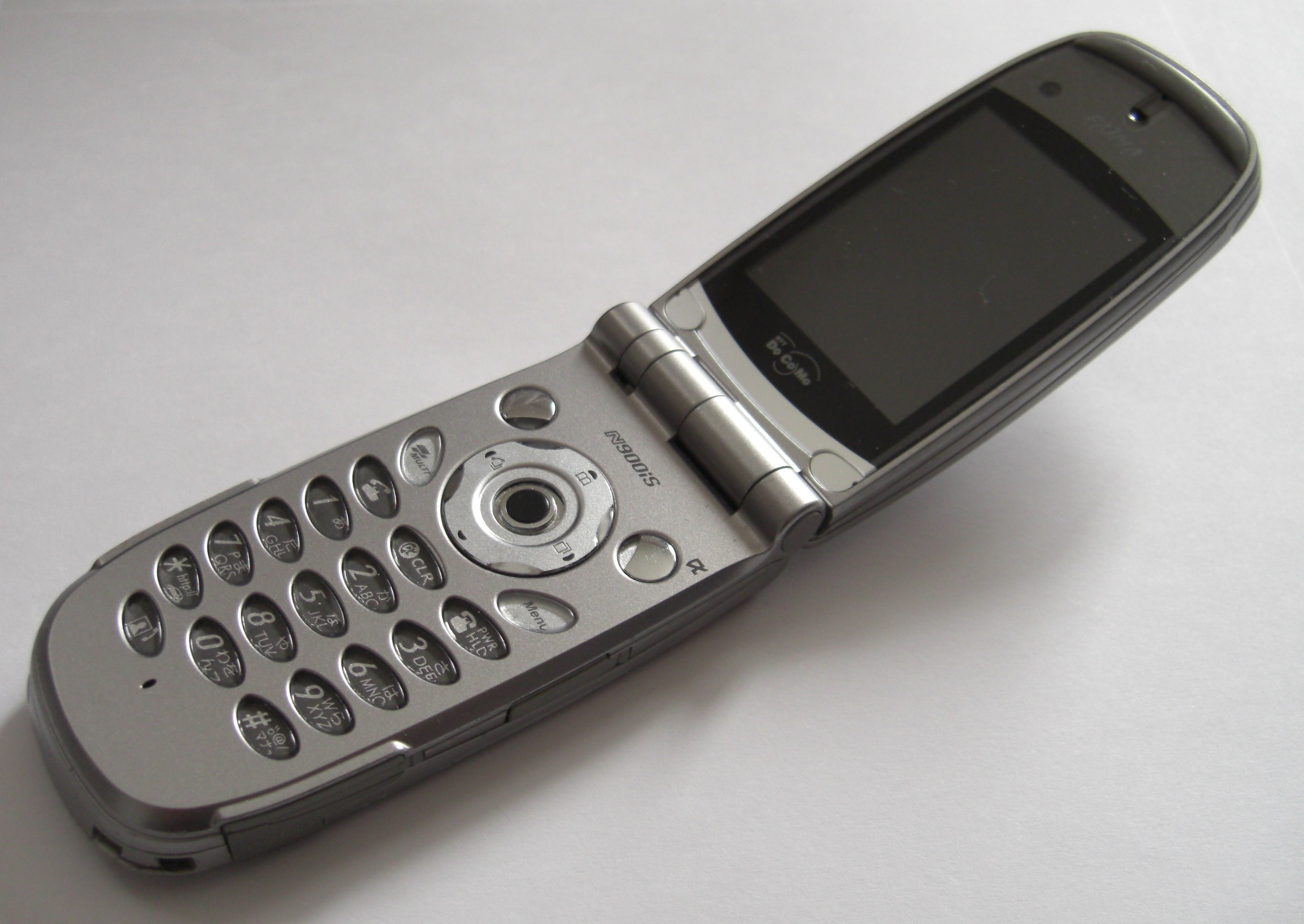

حرية الوصول إلى الوسائط المتعددة المتنقلة (بالإنجليزية: Freedom of Mobile Multimedia Access اختصاراً FOMA)‏ هو اسم العلامة التجارية للخدمات النظام العالمي للاتصالات المتنقلة القائم على الاتصالات السلكية واللاسلكية في شبكات الجيل الثالث التي توفرها مزود خدمة الاتصالات السلكية واللاسلكية اليابانية إن تي تي دوكومو (إن تي تي دوكومو) وهي مزود خدمة اتصالات ياباني ويعتبر من أكبر شركات الاتصالات في العالم. وهو من أول مشغل للخدمة والتي عرفت عالميا ب النظام العالمي للاتصالات المتنقلة اختصارا ل نظام الاتصالات المتنقلة العالمي نظام الاتصالات المتنقل العالمي، كما يقدم خدمات سرعة النفاذ للحزم - هسبا المعروفة ب FOMA High Speed والتي توفر سرعة انزال تصل حتى 7.2 ميغابيت للثانية وسرعة تحميل تصل حتى 5.7 ميغابيت للثانية.

## تاريخيا
قامت ان تي تي دوكومو بتطوير ال النظام العالمي للاتصالات المتنقلة والذي هو شكل من أشكال DS-CDMA أو Direct Sequence CDMA وقد كان ذلك في أواخر التسعينات[بحاجة لمصدر] من القرن المنصرم. ولاحقا بعد ذلك تم الموافقة عليه من قبل ITU الاتحاد الدولي للاتصالات.
NTT DoCoMo بالأصل خططت لتشغيل أول شبكة عالميا للجيل الثالث في مايو 2001، بالبداية سجلت تحت مسمى Frontier of Mobile Multimedia Access FOMA ولكن في مايو 2001 أجلت NTT DoCoMo الإطلاق الواسع النطاق للشبكة حتى أكتوبر من نفس العام، مدعية بأنها لم تختبر كامل البنية التحتية للشبكة وستبدأ كبداية تجربية فقط في مايو مع 4000 مشترك فقط. وبعد ذلك قامت بتغيير مسمى الخدمة ليصبح Freedom of Mobile multimedia Access. وفي وفي حزيران من نفس العام اشتكى المشتركون المجربون للخدمة هواتفهم النقالة والتي لا تمتلك عمر بطاريات كاف للخدمة وقد تعطلت في الكثير من الأحيان وأن تغطية الشبكة غير كاف، وأن هناك بعض القضايا الأمنية داخل الهاتف نفسه ونتيجة لذلك قامت بسحب 1500 جهاز في حزيران. وفي أكتوبر 2001 قامت NTT DoCoMo باطلاق الخدمة بنجاح في طوكيو ويوكاهاما.
كانت الخدمة الأولى للجيل الثالث في العالم وقد كانت NTT DoCoMo من أوائل الشركات التي تبنتها، ولكن واجهتها قلة عمر البطارية وتمركز الخدمة في وسط المدن الأكبر في اليابان وفي أول سنتان للخدمة كانت بشكل أساسي تجربية للشركات التي قامت بتبنيها ولشركات تطوير الاتصالات.
الا أن NTT DoCoMo لم تنتظر الانتهاء من وضع مواصفات الجيل الثالث في ما يسمى الإصدار 99 أو Release 99 specification، وكان في البداية شبكتهم غير متوافقة مع مواصفات ال UMTS. وفي عام 2004 قامت NTT DoCoMo بعمل تحديثات واسعة في شبكتها للتوافق بشكل كامل بنسبة 100% مع هواتف UMTS. وفي مارس 2004 حققت مبيعات شاملة ضخمة، وفي سبتمبر 2007 وصل عدد مشتركين شبكتها إلى 40 مليون مشترك.

## محطات
قامت ان تي تي دوكومو بتقديم علامات تجارية وميزات واسعة لل FOMA مصممة خصيصا للسوق اليابانية. ومحطات الفوما تختلف عن محططات يو مي تي اس الغربي في عدة جوانب، منها على سبيل المثال:
-	البنية المعيارية للقوائم وعملية الشحن.
-	ميزات يابانية خاصة مثل وضع -I-Keitai أو Osaifu أو ما يسمى ب (المحفظة الإلكترونية).
-	الدعم المتعدد والذي يتضمن Band VI على تردد 800 ميغاهيرتز من أجل شبكات الفوما في النماذج الجديدة.
-	لا دعم للفوما لعمليات الأوضاع المزدوجة مع شبكات ال GSM/EDGE، باستثناء بعض النماذج والتي توصف بالجناح العالمي.

## الترددات المخصصة للفوما
في المناطق الحضرية ذو الكثافة السكانية تستخدم فوما على ترددات UMTS 2100 ميغاهيرتز، والتي تم تخصيصها بالأصل لخدمات ال IMT-2000 في جميع أنحاء العالم، الا في الأمريكيتين.
و من أجل تحسين التغطية في المناطق الريفية والجبلية، ان تي تي دوكومو خدمة فوما في نطاق ترددات 800 ميغاهيرتز والمخصصة بالأصل لخدمة الجيل الثاني بشبكات PDC اليابانية والتي تقابل شبكات ال GSM في العالم. والتي تتوافق مع UMTS band VI والشبيهة ب band V المستخدمة في الولايات المتحدة. وهذه الخدمات الموسعة سجلت تجاريا ب FOMA Plus-Area.